# Neijiang
Neijiang (cinese: 内江; pinyin: Nèijiāng) è una città-prefettura della Cina nella provincia del Sichuan.